# Maison Villevert
Maison Villevert est une entreprise de production et de négoce de spiritueux détenue par Jean-Sébastien Robicquet, située dans le Sud-Ouest de la France près de Cognac.

## Création
En 2001, Jean-Sébastien Robicquet, œnologue et distillateur, crée sa start up EuroWineGate, portail de vente sur Internet de vins et spiritueux français à destination des Américains. Les retombées de la bulle spéculative sur les activités du commerce digital et les attentats du 11 septembre 2001 mettent un terme à son projet.
Il réoriente l’activité de son entreprise vers la création de produits et expérimente des distillations de vins. Ses recherches aboutissent en 2003 à une vodka de raisin, Cîroc, créée pour le compte et en collaboration avec Diageo. La création d’autres spiritueux utilisant la vigne permettent ensuite à l’entreprise de croître.

## Produits
En 2006, Jean-Sébastien Robicquet utilise la vigne pour créer G'vine, un gin à base d’alcool de raisin et de fleur de vigne, une fleur fragile qui éclot quelques jours seulement en juin - ramassée à la main et distillée selon les méthodes des parfumeurs.
La liqueur de vigne June, la tequila Excellia et la Quintinye Vermouth Royal rejoignent à leur tour la liste de ses créations.
En 2017, la société se lance dans le Cognac et crée La Guilde du Cognac avec quatre références.
En mars 2018, le gin G'Vine est commercialisé par Monoprix.

## Maison Villevert
En 2009, Jean-Sébastien Robicquet rachète et restaure le manoir, de Villevert à Merpins, à quatre kilomètres de Cognac. La bâtisse, ancienne propriété des Robicquet au XVI s, devient le siège social de l’entreprise.
En 2016, EuroWineGate est rebaptisée Maison Villevert et regroupe :
- Un pôle vitivinicole avec le Domaine de Perat et ses 65 hectares de vigne en Grande et Petite Champagne ;
- Un pôle de conception et conditionnement sur le site d’Adeona[14], construit en 2013 près de Salles d’Angles pour distiller, assembler, mettre en bouteille et stocker. Le site certifié ISO 9001 et ISO 20000 est agrandi en 2016. La production de tequila reste délocalisée au Mexique ;
- Un pôle distribution avec la création en 2015 de la filiale Renaissance Spirits[15], chargée de commercialiser les produits en France et en Espagne. Le grand export (Asie, Amérique) transite par des alliances à l’international.

En 2018, elle emploie près de 100 salariés et réalise un chiffre d’affaires de 75 millions d’euros.